# Шлях (Кролевецкий район)
Шлях (укр. Шлях) — село,
Белогривский сельский совет,
Кролевецкий район,
Сумская область,
Украина.
Код КОАТУУ — 5922681209. Население по переписи 2001 года составляло 80 человек .

## Географическое положение
Село Шлях находится в 10 км от города Кролевец на автомобильной дороге Т-1907.
Примыкает к селу Воронцово, на расстоянии в 1 км расположено село Белогривое.
Рядом проходит железная дорога, станция Брюловецкий в 1,5 км.

## История
- 1865 — дата основания.